# Dean McLaughlin
Dean Benjamin McLaughlin, Jr. (geboren am 22. Juli 1931 in Ann Arbor, Michigan) ist ein amerikanischer Science-Fiction-Autor.

## Leben
McLaughlin ist der Sohn des Astronomen Dean Benjamin McLaughlin und von Laura McLaughlin, geborene Hill. Er studierte an der University of Michigan in Ann Arbor, wo er 1953 mit dem Bachelor abschloss.
Seine erste SF-Erzählung For Those Who Follow After erschien 1951 in Astounding. Inzwischen hat er rund drei Dutzend Kurzgeschichten und 4 Romane geschrieben, von denen einer (Im Schatten der Venus, 1965) auch ins Deutsche übersetzt wurde.
Ein von ihm mehrfach behandeltes Thema ist die Auseinandersetzung zwischen dem meist libertäre Standpunkte vertretenden Individuum und einer autoritären staatlichen Macht.
Mit den in dem SF-Magazin Analog erschienenen Erzählungen Dawn (1981), Ode to Joy (1991) und Tenbrook of Mars (2008) war er jeweils Sieger im Analog Readers Poll des Folgejahrs.

## Bibliografie
Probability Zero (Kurzgeschichtenserie)
- The Cosmic Implications of Your Mailing Label (1990)
- On Secret Wings (1992)
- Always, There’s Somebody Doesn’t Get the Word (1996)
- Mary Had a Little … (1998)

Romane
- Dome World (1962)
- The Fury From Earth (1963)
  - Deutsch: Im Schatten der Venus. Goldmanns Weltraum Taschenbücher #051, 1965.
- The Man Who Wanted Stars (1965)
- Dawn (1981)

Sammlungen
- Hawk Among the Sparrows: Three Science Fiction Novellas (1976)

Kurzgeschichten
- For Those Who Follow After (1951)
  - Deutsch: Im Gewölbe der Ewigkeit. In: Leon E. Stover, Harry Harrison (Hrsg.): Anthropofiction. Fischer Taschenbuch (Fischer Orbit #21), 1974, ISBN 3-436-01676-4.
- The Evidence At Hand (1952)
- See No Evil (1953)
- The Last Thousand Miles (1956)
- Welcome Home (1957)
- Hands of Steel (1958)
- The Man on the Bottom (1958)
- Brink of Creation (1958)
- Interview with an Open Mind (1959)
- The Brotherhood of Keepers (1960)
- The Voyage Which Is Ended (1962)
- One Hundred Days from Home (1964)
  - Deutsch: Raumschiff ahoi!. In: Charlotte Winheller (Hrsg.): Irrtum der Maschinen. Heyne (Heyne Allgemeine Reihe #299), 1964.
- The Permanent Implosion (1964)
- Hawk Among the Sparrows (1968)
  - Deutsch: Ein Falke unter Spatzen. In: Wolfgang Jeschke (Hrsg.): Planetoidenfänger. Lichtenberg (Science Fiction für Kenner #6), 1971, ISBN 3-7852-2006-5.
- Touchstone (1972)
- Endorsement, Personal (1973)
- The Trouble With Project Slickenslide (1973)
  - Deutsch: Die Schwierigkeiten mit Projekt Erdrutsch. In: Wulf Bergner (Hrsg.): Insel der Krebse. Heyne (Heyne Science Fiction & Fantasy #3470), 1975, ISBN 3-453-30373-3.
- Promise Them Anything (1973)
- To Walk with Thunder (1973)
- West of Scranton and Beyond the Dreams of Avarice (1974)
  - Deutsch: Gegengeschäfte. In: Wulf Bergner (Hrsg.): Stadt der Riesen. Heyne (Heyne Science Fiction & Fantasy #3435), 1975, ISBN 3-453-30325-3.
- The Astronomical Hazards of the Tobacco Habit (1977)
- Omit Flowers (1977)
- Beachhead (1977)
- Long Shot (1979)
- The Eternal Juice Machine (1982)
- The Epsilon Probe (1989)
- Ode to Joy (1991)
- Mark on the World (1992)
- Tenbrook of Mars (2008)